# Kendice
Kendice (bis 1927 slowakisch auch „Kendzice“; ungarisch Kende) ist eine Gemeinde im Osten der Slowakei mit 2082 Einwohnern (Stand 31. Dezember 2024), die zum Okres Prešov, einem Kreis des Prešovský kraj gehört.

## Geographie

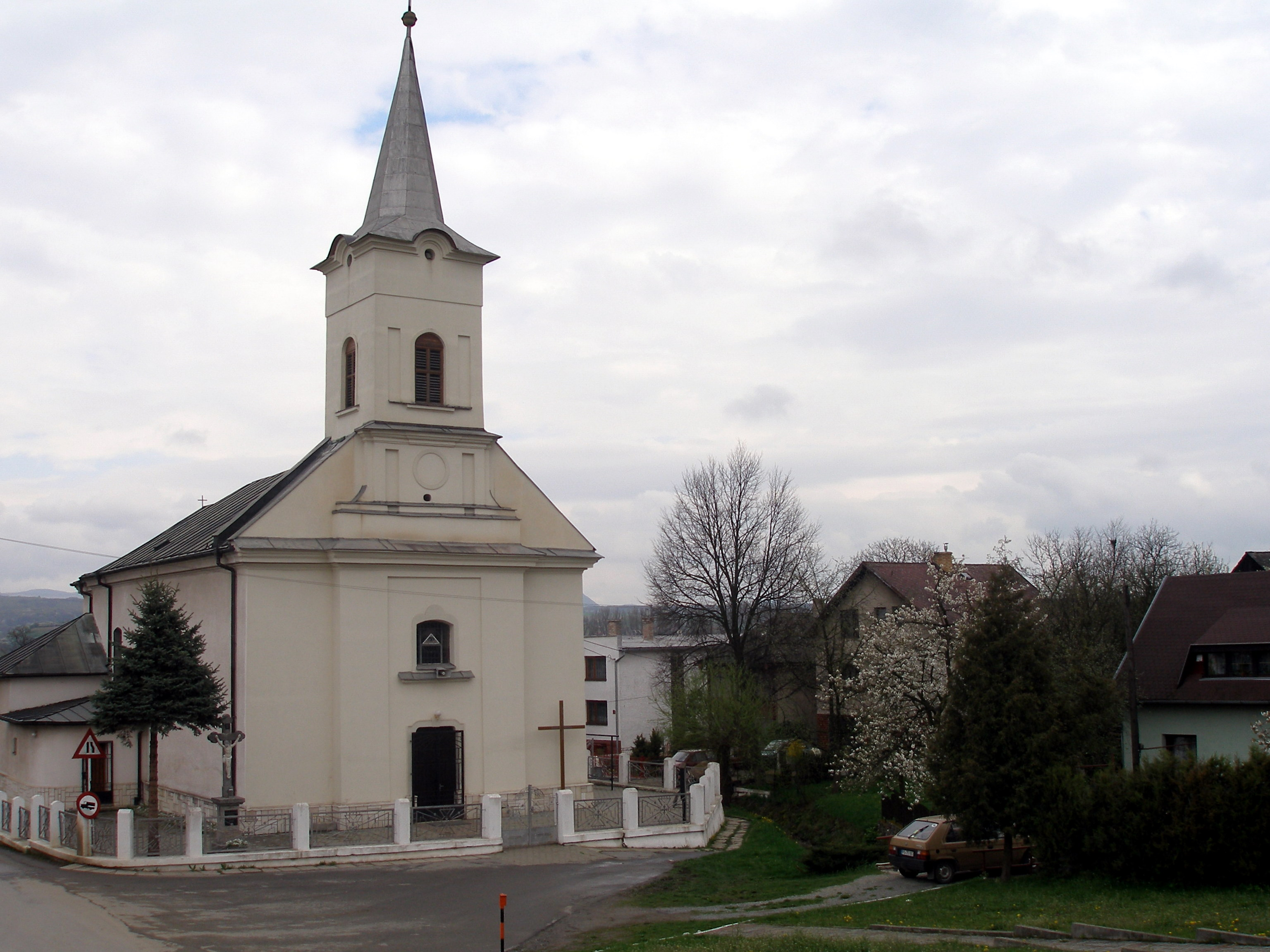
Kirche im Ort

Die Gemeinde befindet sich im Talkessel Košická kotlina an einem Mäander der Torysa, zwischen den Städten Prešov (8 km nördlich) und Košice (28 km südlich). Das Ortszentrum liegt auf einer Höhe von 236 m n.m.

## Geschichte
Eine dauerhafte Besiedlung des heutigen Gemeindegebiets geht in das Neolithikum zurück. Der Ort selbst wurde zum ersten Mal 1249 als Kendy schriftlich erwähnt und war im Mittelalter ein einfaches Dorf, der verschiedenen Geschlechtern sowie der Burg Scharosch unterstand. Vom 15. bis zum 17. Jahrhundert war das Dorf auf einen großen und einen kleinen Teil gespaltet. 1828 sind 98 Häuser und 704 Einwohner verzeichnet, die mehrheitlich Bauern sowie Getreide- und Viehhändler waren.

## Bevölkerung
| Jahr                | 1994 | 2004     | 2014     | 2024    |
| ------------------- | ---- | -------- | -------- | ------- |
| Anzahl der Personen | 1404 | 1672     | 1923     | 2082    |
| Unterschied         |      | +19,08 % | +15,01 % | +8,26 % |

| Jahr                | 2023 | 2024    |
| ------------------- | ---- | ------- |
| Anzahl der Personen | 2047 | 2082    |
| Unterschied         |      | +1,70 % |

Ergebnisse der Volkszählung 2001 (1613 Einwohner):
| Nach Ethnie: - 93,82 % Slowaken - 5,57 % Zigeuner - 0,31 % Tschechen - 0,12 % Russinen | Nach Konfession: - 95,73 % römisch-katholisch - 1,55 % griechisch-katholisch - 0,96 % keine Angabe - 0,62 % evangelisch |

## Bauwerke
- römisch-katholische Michaelskirche im klassizistischen Stil aus dem Jahr 1819
- Landschloss im klassizistischen Stil aus dem Jahr 1792
- Landsitz aus dem 19. Jahrhundert
- Kapelle aus dem 19. Jahrhundert